# Józef Marcinkiewicz
Józef Marcinkiewicz   (Cimoszka, 30 de març de 1910 - Khàrkiv, 1940) va ser un matemàtic polonès.

## Vida i Obra
Marcienkiewicz va néixer al llogaret de Cimoszka, quart fill d'una família d'agricultors benestants. Degut a certs problemes pulmonars, que no li van impedir practicar esports, va ser escolaritzat primer a la casa paterna, abans de fer els estudis secundaris a les ciutats de Sokółka i Białystok. El 1930 va començar els estudis de matemàtiques a la universitat Stefan Batori (actual universitat de Vílnius a Lituània), en la qual va començar una estreta col·laboració amb el seu mestre Antoni Zygmund. Marcienkiewicz es va graduar el 1933 i va obtenir el doctorat el 1935 amb una tesi dirigida per Zygmund. El 1934 havia fet un any de servei militar al 5é Regiment d'Infanteria a Wilno (actual Vílnius a Lituània). El curs 1935-36 va gaudir d'una beca del Fons Nacional de Cultura per estudiat a la universitat de Lwów (actual Lviv a Ucraïna), en la qual va rebre la influència de Juliusz Schauder. El 1936 va ser nomenat professor de la universitat Stefan Batori. El 1938, va anar becat a París, Londres i Estocolm, viatge quer va fer en part en companyia de la seva promesa, la futura historiadora Irena Sławińska.

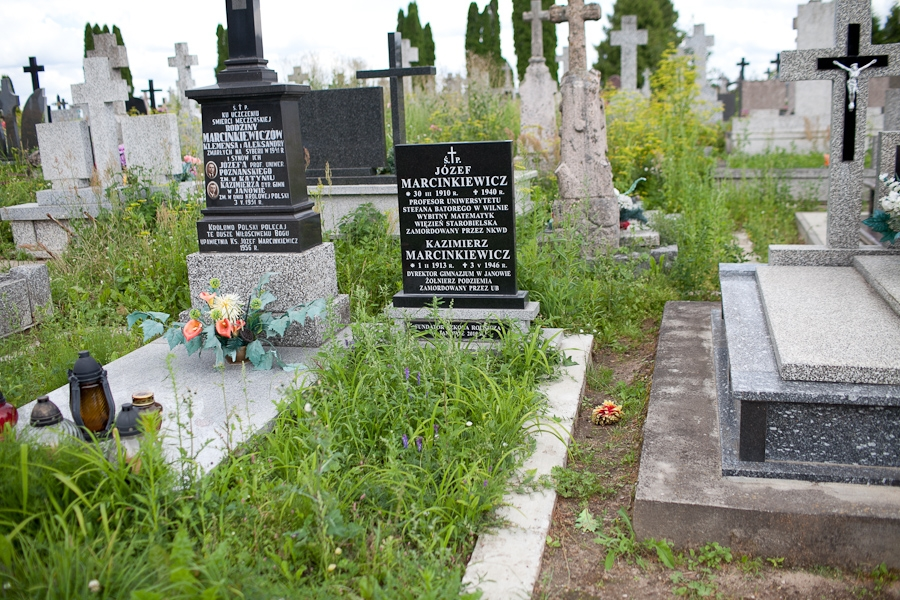
Monument funerari dels Marcinkiewicz a Janów Podlaski.

El 1939, mentre era a Londres i en vista de la situació política internacional, va decidir, en contra de les recomanacions dels seus col·legues, retornar a Polònia per unir-se a l'exèrcit. Va ser enrolat al 2n Batalló del 205é Regiment d'Infanteria que va ser destinat a la defensa de Lwów (actual Lviv). Quan Lwów va ser ocupada per l'Exèrcit Roig, a finals de setembre de 1939, Marcinkiewicz va passar a ser presoner de guerra dels soviètics. Va ser internat al camp de presoners de Starobielsk (a prop de Kharkiv) i poc es coneix dels seus darrers mesos: la seva última carta enviada està datada el març de 1940. Probablement va ser executat l'abril o el maig de 1940 a Starobielsk. Els seus pares, el 1941, i el seu germà petit Kazimierz, el 1946, també van ser víctimes de les autoritats soviètiques. Al cementiri de Janów Podlaski (a prop de la frontera amb Belarús) es va aixecar un monument funerari, on es va enterrar Kazimierz i on s'honoren els altres membres de la família Marcinkiewicz morts en circumstàncies bèl·liques.
En els seus sis anys de treball de recerca (1933-1939), Marcinkiewicz va publicar cinquanta-cinc articles científics (alguns de forma póstuma). Els seus treballs més importants van ser en el camp de l'anàlisi matemàtica i, més específicament, en teoria de sèries trigonomètriques, inequacions i teoria de l'aproximació. També va fer aportacions remarcables en les camps de la teoria de la probabilitat i de l'anàlisi funcional.